# Felsőzélle
Felsőzélle (szlovákul Horné Zelenice) község Szlovákiában, a Nagyszombati kerületben, a Galgóci járásban.

## Fekvése
Galgóctól 8 km-re délnyugatra, a Vág jobb partján fekszik.

## Története
1244-ben a zobori apátság oklevelében említik először. 1332-ben a pápai tizedjegyzék már említi Szent Márton templomát. Lakói mezőgazdasággal, szőlőtermesztéssel foglalkoztak.
Vályi András szerint: "ZELA. Alsó, és Felső Zela. Két tót faluk Nyitra Vármegy. földes Uraik több Urak, lakosaik katolikusok, fekszik A. Zela Vág, és Dudvág vizek között, Alsó a’ Felsőnek filiája; határbéli földgyeik meglehetősek."
Fényes Elek szerint: "Zéle, (Felső), Nyitra m. tót falu, a Vágh jobb partján. 270 kath., 291 evang., 6 zsidó lak. Kath. és evang. paroch. templomokkal. F. u. többen. Ut. p. Nagy-Szombat."
Nyitra vármegye monográfiája szerint: "Felső-Zelle, vágvölgyi tót falu 692 lakossal. Vallásuk r. kath., ág. ev. és izr. Túlnyomó az ág. ev felekezetüek száma. Templomuk 1792-ben épült, mig a katholikusoké 1332-ben. Kegyura az esztergomi primás. E község hajdan Szolgagyőrvár tartozéka volt. Alsó-Zellével együtt 1244-ben "Zöld", 1352-ben "Zöldvár" (Zeuldwar), sőt egy esetben "Péntekfalva" (Pintechfalva) néven is szerepel. Későbbi földesurai a Sipeky, Rudnay, Zay és Ocskay családok voltak. A falu postája Sziládon van, táviró- és vasúti állomása pedig Szilád-Zelle."
A trianoni békeszerződésig Nyitra vármegye Galgóci járásához tartozott.

## Népessége
| Év:            | 1994. | 2004.   | 2014.   | 2024.   |
| -------------- | ----- | ------- | ------- | ------- |
| Emberek száma: | 627   | 655     | 706     | 713     |
| Eltérés:       |       | +4,46 % | +7,78 % | +0,99 % |

| Év:            | 2023. | 2024.   |
| -------------- | ----- | ------- |
| Emberek száma: | 696   | 713     |
| Eltérés:       |       | +2,44 % |

1910-ben 714, túlnyomórészt szlovák anyanyelvű lakosa volt.
A községet 2001-ben 640-en lakták, ebből 623 szlovák, 11 cigány, 3 magyar, 1 cseh és 1 egyéb nemzetiségű.
2011-ben 673 lakosából 656 szlovák volt.

## Neves személyek
- Itt született 1880-ban Mrenna József gimnáziumi tanár, igazgató.

## Nevezetességei
- Szent Márton tiszteletére szentelt, római katolikus temploma 1332-ben már állt.
- Evangélikus templom.

## Külső hivatkozások
- Községinfó
- Felsőzélle Szlovákia térképén
- Travelatlas.sk
- E-obce.sk
- Felsőzélle a Via Sancti Martini honlapon